# Ordonnance nationale de réconciliation
L’ordonnance nationale de réconciliation (ONR) ou en anglais National Reconciliation Ordinance (NRO) est une ordonnance promulguée par l'ancien président pakistanais Pervez Musharraf le 5 octobre 2007. Elle accorde une amnistie pour des hommes politiques et des fonctionnaires concernant leurs actes commis entre le 1er janvier 1986 et le 12 octobre 1999, ce qui correspond à la période entre deux régimes militaires. Les actes amnistiés concernent surtout des faits de corruption. Le 16 décembre 2009, quelques mois après le rétablissement de Iftikhar Muhammad Chaudhry au poste de président de la Cour suprême, l'ordonnance est déclarée inconstitutionnelle par la Cour et donc abrogée. L'évènement provoque une crise politique, menaçant directement le président Asif Ali Zardari alors que la Cour ordonne la reprise de l'enquête pour corruption contre le chef de l’État.